# Jüan-ťiang (řeka v Chu-nanu)
Jüan-ťiang (čínsky pchin-jinem 'Yuán Jiāng', znaky 沅水) je řeka v provincii Chu-nan na jihu ČLR. Je 993 km dlouhá. Povodí má rozlohu přibližně 90 000 km².

## Průběh toku
Pramení na jihovýchodě Kuejčouské vysočiny. Ústí do jezera Tung-tching-chu (povodí Jang-c’-ťiangu).

## Vodní režim
V létě je vyšší vodní stav. Průměrný roční průtok vody činí přibližně 2500 m³/s.

## Využití
Na řece je rozvinutý rybolov. Vodní doprava je možná na dolním toku. Na řece leží města Chung-ťiang, Jüan-ling, Čchang-te.